# Musa Audu
Musa Audu (18 juni 1980) is een Nigeriaanse sprinter, die is gespecialiseerd in de 400 m.

## Loopbaan
Zijn eerste internationale succes behaalde Audu in 1997. In de Nigeriaanse stad Ibadan won hij op de 400 m tijdens de Afrikaanse juniorenkampioenschappen een zilveren medaille achter zijn landgenoot Fedelix Gadzama (goud) en voor de Ghanees Daniel Adomako (brons). Dat jaar won hij goud op de 400 m van de West-Afrikaanse kampioenschappen in Cotonou.
Audu kreeg met name internationale bekendheid vanwege het behalen van een bronzen medaille op de Olympische Spelen van Athene in 2004 op de 4 x 400 m estafette. Naast Audu bestond het team uit James Godday, Enefiok Udo-Obong en Saul Weigopwa. Het goud en zilver gingen respectievelijk naar de teams van de Verenigde Staten en Australië.
Op de wereldkampioenschappen van 2005 vertegenwoordigde hij Nigeria met zijn teamgenoten Saul Weigopwa, Bolaji Lawal, Enefiok Udo Obong op de 4 x 400 m estafette. Het team sneuvelde in de kwalificatieronde met 3.01,60.

## Titels
- West-Afrikaans kampioen 400 m - 1997

## Persoonlijke records
| Onderdeel     | Prestatie | Datum           | Plaats    |
| ------------- | --------- | --------------- | --------- |
| 400 m (outd.) | 45,98 s   | 13 oktober 2003 | Abuja     |
| 400 m (ind.)  | 47,95 s   | 8 februari 2004 | Sheffield |

## Palmares

### 400 m
- 1997:  Afrikaanse jeugdkamp. - 47,02 s
- 1997:  West-Afrikaanse kamp. - 46,4 s

### 4 x 400 m
- 2004:  OS - 3.00,90